# Ferry Land
Als Ferry Land wird ein Wohngebäude in der Front Street in der schottischen Stadt Inveraray bezeichnet. Das Haus befindet sich an der Küste von Loch Fyne unweit des Schiffsanlegers. Es liegt nördlich des Gerichts- und Gefängnisgebäudes der Stadt. Direkt südlich schließt sich das denkmalgeschützte Wohnhaus Factory Land an. Früher war in dem Gebäude eine Wirtschaft namens Ferry Inn untergebracht. 1966 wurde Ferry Land in die schottischen Denkmallisten in der höchsten Kategorie A aufgenommen.

## Beschreibung
Historic Scotland geben das späte 18. Jahrhundert als Bauzeitraum des Hauses an. Da große Teile des inneren Bereiches der Planstadt Inveraray in den 1770er Jahren entstanden, liegt die Annahme nahe, dass Ferry Land ebenfalls in diesem Jahrzehnt errichtet wurde. Ferry Land ist im traditionellen Stil gebaut und ist das Endhaus der kurzen Straße. In die Vorderfront des dreistöckigen Gebäudes ist auf der linken Seite die Eingangstür eingelassen. Auf dieser Seite des Gebäudes sind drei Sprossenfenster, an der Seitenfläche sechs weitere zu finden. Das Gebäude schließt mit einem schiefergedeckten Walmdach ab. Alle Fassaden sind in der traditionellen Harling-Technik verputzt. An der Gebäuderückseite befindet sich eine Treppe.